# Naqsh-e Rustam
Naqsh-e Rustam (tiếng Ba Tư: نقش رستم [ˌnæɣʃeɾosˈtʰæm]) là một khu đại mộ địa cổ nằm cách Persepolis 12 km về phía tây bắc, thuộc tỉnh Fars, Iran. Tại Naghsh-e Rostam, có bốn ngôi mộ và một tòa nhà từ triều đại Achaemenid với một nhóm các băng đá cổ của Iran được cắt thành vách đá và chạm khắc đá Sassanid. Sự cứu trợ quan trọng cuối cùng là từ triều đại Elam và nó có từ năm 1000 TCN.

## Mô tả
Naqsh-e Rustam là khu đại mộ địa của triều đại Achaemenid (500-330 TCN), với bốn ngôi mộ lớn cắt cao vào mặt vách đá. Những bức tranh này chủ yếu là trang trí kiến trúc, nhưng các mặt tiền bao gồm các tấm lớn trên cửa ra vào, mỗi cửa sổ đều tương tự nhau, với các bức tượng của nhà vua được đầu tư bởi một vị thần, trên một khu với hàng các con số nhỏ mang cống, với binh lính và quan chức. Ba loại hình được phân biệt mạnh về kích thước. Lối vào của mỗi ngôi mộ nằm ở trung tâm của mỗi cây thánh giá, mở ra một căn phòng nhỏ, nơi mà vị vua nằm trong một cái hòm.
Bên dưới những ngôi mộ của Achaemenid, gần mặt đất, là những bức phù điêu bằng đá với số lượng lớn các vị vua Sassanian, một số vị thần gặp mặt, những người khác trong chiến đấu. Nổi tiếng nhất cho thấy hoàng đế Sassanian Shapur I trên lưng ngựa, cùng với Hoàng đế La Mã Valerian cúi chào ông ta, và Philip Ả Rập (một vị hoàng đế trước đó đã cống nạp Shapur) giữ ngựa của Shapur, trong khi Hoàng đế Gordian III đã chết trong trận chiến, nằm dưới nó (các nhận dạng khác đã được đề xuất). Điều này kỷ niệm Trận Edessa vào năm 260 sau Công nguyên, khi Valerian trở thành Hoàng đế La Mã duy nhất, người bị bắt làm tù binh chiến tranh, một sự sỉ nhục kéo dài cho người La Mã. Việc đặt các bức họa này rõ ràng cho thấy ý định của Sassanid liên kết với vinh quang của Đế chế Achaemenid trước đó.

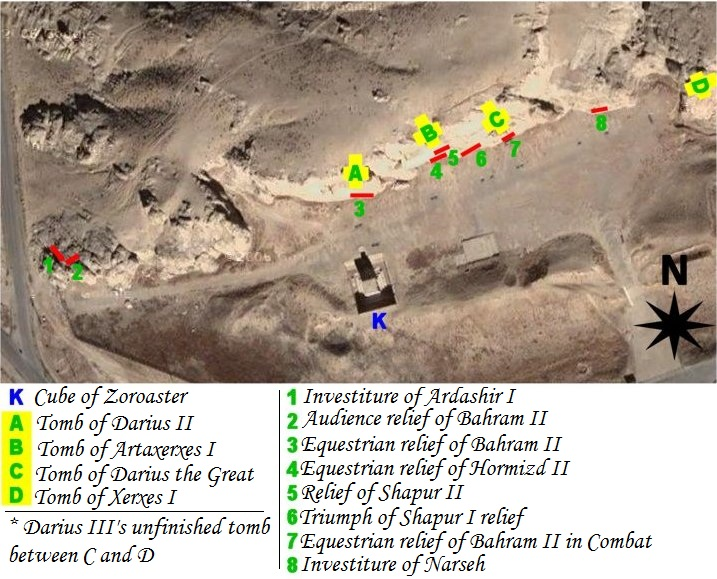
Bản đồ địa điểm khảo cổ Naqsh-e Rustam